# 吉姆·巴恩斯
维尔维特·詹姆斯·巴恩斯（英語：Velvet James Barnes，1941年4月13日—2002年9月14日），美国NBA联盟的前职业篮球运动员。他在1964年的NBA选秀中第1轮第1顺位被纽约尼克斯选中。